# 武元唯衣
武元 唯衣（たけもと ゆい、2002年〈平成14年〉3月23日 - ）は、日本のアイドルであり、女性アイドルグループ櫻坂46のメンバーである。滋賀県出身。Seed & Flower所属。

## 略歴
2002年（平成14年）3月23日に生まれる。
2018年（平成30年）8月19日、『坂道合同新規メンバー募集オーディション』に合格。同年11月10日、欅坂46への配属が決定。同年12月10日、日本武道館にて開催された『欅坂46二期生/けやき坂46三期生 お見立て会』で、欅坂46の二期生としてお披露目された。
2020年（令和2年）10月14日、自身の所属するグループが櫻坂46に改名した。同年12月9日に発売された櫻坂46の1stシングル『Nobody's fault』では、初めて表題曲の歌唱メンバーに選ばれた。
2023年（令和5年）12月7日、『ゴチャ・まぜっ天国!』（MBSラジオ）のレギュラーパーソナリティへの就任が発表され、翌8日より出演開始。
2024年（令和6年）3月、青山学院大学コミュニティ人間科学部コミュニティ人間科学科を卒業。

## 人物
愛称は、ちゅけもん。4歳年下の弟がいる。
中学時代は生徒会長を務め、放送部では全国大会に2回出場した。
「ちゅけ元」というオリジナルキャラクターがいる。
祖父は競馬の元調教師。福永祐一とも交流があり福永を「祐一くん」と呼ぶ。幼少期に福永に抱きかかえてもらった際の写真をテレビ番組で公開したことがある。祖父の厩舎の競走馬がドバイへ遠征することになった際に家族で同行し、現地で15歳の誕生日を迎え、世界一の高さを誇る超高層ビル「ブルジュ・ハリファ」前のレストランで祝ってもらったことを明かしている。また、ニュージーランドでホームステイをした経験もある。

### 嗜好
自身のキャッチフレーズに地元滋賀県の「琵琶湖」を入れるなど、櫻坂46メンバーの中でも屈指の地元愛の持ち主として知られ、前述の通り大学では滋賀県立琵琶湖博物館について学んだ。また、櫻坂46の冠番組でも幾度となく滋賀県への愛を語っており、自身の公式ブログでは度々滋賀県のおすすめスポットを紹介している。2023年9月3日より前後編にわたって放送された『そこ曲がったら、櫻坂?』（テレビ東京）「武元プレゼンツ！滋賀大満喫ツアー！」では、実際に武元が企画に携わり、メンバー数人を交えた滋賀県でのロケが実現した。さらに、滋賀県で開催された『イナズマロックフェス2022』や、その主催者であり滋賀県出身の西川貴教がパーソナリティを務める『西川貴教のオールナイトニッポンPremium』（ニッポン放送）に単独でゲスト出演するなど、地元に関する活動も行っている。
日向坂46の推しメンは松田好花と影山優佳。
好きな食べ物は肉とフルーツ。好きなパスタの味はペペロンチーノ。好きな動物は犬と馬。好きな犬種はスムースチワワで、白色の同種犬を飼っている。水族館や動物園も好き。好きな言葉は「真摯に、誠実に!」。好きな色は紫。好きなキャラクターはアリエル。好きな芸人はチョコレートプラネット。運動は苦手だが、踊ることは好き。
幼少期からプロ野球が好きで、読売ジャイアンツファンである。2022年末のインタビューでは注目している選手として大勢をあげている。2024年9月29日には、ヤクルト対巨人戦（明治神宮球場）で始球式を行った。急遽ヤクルトの球団からオファーされ、「小さい頃から弟と一緒に山田選手の応援歌を家で歌っていた」との理由で、山田哲人のユニフォームを着て事前告知なしでサプライズ登場。
お化け屋敷が大の苦手。

### 趣味
母の影響でMr.Childrenの曲を小さい頃から聴いていた。9歳の時に初めてコンサートを観覧したといい、『Mr.Children Tour 2011 “SENSE”』から『Mr.Children DOME & STADIUM TOUR 2017 Thanksgiving 25』まで、毎回家族と共に観覧しに行っていたという。『Mr.Children［(an imitation) blood orange］Tour』を観覧した際、桜井和寿が、まだ小さかった武元を見つけて、屈んで手を振ってくれたことを一生の思い出と語っている。
趣味はラジオ番組を聴きながら部屋の掃除。

### 特技・その他
幼稚園の時は、バレエを習い、小学生からダンスを習い始める。ダンスはディズニーランドのダンサーになりたかったため習い始めた。
保有資格は漢字検定2級。

### 欅坂46・櫻坂46
ペンライトカラーは、    パッションピンク ×     ブルー。
キャッチコピーは、「琵琶湖が生んだパワフルガール」。
中学3年生の頃、「世界には愛しかない」を聴いて欅坂46のファンになった。『坂道合同新規メンバー募集オーディション』は、アイドルになりたいというよりも、欅坂46のことが好きで受けたという。
欅坂46時代である2019年3月のインタビューでは、一番好きな楽曲として「もう森へ帰ろうか?」をあげている。全国握手会のミニライブで初めて同曲のパフォーマンスを観たときから好きになったという。
同期の井上梨名と特に仲が良く、家で鍋をしたり旅行に行ったりすることがある。また、同期の大沼晶保の妹とは同級生で仲が良く、長電話をしたり食事をしたりすることがあるという。

## 作品

### シングル
欅坂46
- 誰がその鐘を鳴らすのか?（2020年8月21日）

櫻坂46
- Nobody's fault（2020年12月9日、SRCL-11620/8）- EAN 4547366481594。
- 最終の地下鉄に乗って（2020年12月9日、SRCL-11624/5）- EAN 4547366481617。
- ブルームーンキス（2020年12月9日、SRCL-11628）- EAN 4547366481631。
- 偶然の答え（2021年4月14日、SRCL-11748/56）- EAN 4547366498608。
- Microscope（2021年4月14日、SRCL-11752/3）- EAN 4547366498622。
- 櫻坂の詩（2021年4月14日、SRCL-11756）- EAN 4547366498646。
- 流れ弾（2021年10月13日、SRCL-11920/8）- EAN 4547366524567。
- ソニア（2021年10月13日、SRCL-11920/1）- EAN 4547366524567。
- 美しきNervous（2021年10月13日、SRCL-11928）- EAN 4547366524604。
- 五月雨よ（2022年4月6日、SRCL-12130/8）- EAN 4547366549829。
- 僕のジレンマ（2022年4月6日、SRCL-12130/8）- EAN 4547366549829。
- I'm in（2022年4月6日、SRCL-12130/1）- EAN 4547366549829。
- 制服の人魚（2022年4月6日、SRCL-12134/5）- EAN 4547366549843。
- 恋が絶滅する日（2022年4月6日、SRCL-12138）- EAN 4547366549867。
- 桜月（2023年2月15日、SRCL-12420/8）- EAN 4547366599756。
- 無念（2023年2月15日、SRCL-12420/1）- EAN 4547366599756。
- もしかしたら真実（2023年2月15日、SRCL-12422/3）- EAN 4547366599763。
- 魂のLiar（2023年2月15日、SRCL-12424/5）- EAN 4547366599770。
- その日まで（2023年2月15日、SRCL-12428）- EAN 4547366599794。
- Start over!（2023年6月28日、SRCL-12590/8）- EAN 4547366621686。
- コンビナート（2023年6月28日、SRCL-12592/3）- EAN 4547366621693。
- 一瞬の馬（2023年6月28日、SRCL-12596/7）- EAN 4547366621716。
- ドローン旋回中（2023年6月28日、SRCL-12598）- EAN 4547366621723。
- 承認欲求（2023年10月18日、SRCL-12670/8）- EAN 4547366642025。
- 僕たちの La vie en rose（2023年10月18日、SRCL-12672/3）- EAN 4547366621723。
- マンホールの蓋の上（2023年10月18日、SRCL-12676/7）- EAN 4547366642032。
- 隙間風よ（2023年10月18日、SRCL-12678）- EAN 4547366642063。
- 油を注せ！（2024年2月21日、SRCL-12790/1）- EAN 4547366663501。
- 愛し合いなさい（2024年6月26日、SRCL-12920/1）- EAN 4547366685695。
- イザベルについて（2024年6月26日、SRCL-12922/3）- EAN 4547366685701。
- I want tomorrow to come（2024年10月23日、SRCL-13030/8）- EAN 4547366708943。
- 嵐の前、世界の終わり（2024年10月23日、SRCL-13034/5）- EAN 4547366708967。
- TOKYO SNOW（2024年10月23日、SRCL-13038）- EAN 4547366708981。
- Nothing special（2025年2月19日、SRCL-13210/1）- EAN 4547366728231。
- ULTRAVIOLET（2025年2月19日、SRCL-13216/7）- EAN 4547366728262。
- 港区パセリ（2025年6月25日、SRCL-13360/1）- EAN 4547366751291。
- 君のことを想いながら（2025年6月25日、SRCL-13366/7）- EAN 4547366751321。

### アルバム
欅坂46
- 永遠より長い一瞬 〜あの頃、確かに存在した私たち〜（2020年10月7日、SRCL-11510/6）- EAN 4547366450224。

櫻坂46
- As you know?（2022年8月3日、SRCL-12174/9）- EAN 4547366567960。
- Addiction（2025年4月30日、SRCL-13290/5）- EAN 4547366737424。

### 映像作品
- 欅坂46 二期生特典映像「Avenir」（2019年2月27日）- EAN 4547366383348。
- 欅坂46 LIVE at 東京ドーム 〜ARENA TOUR 2019 FINAL〜（2020年1月29日）- EAN 4547366438758。
- 欅共和国2019（2020年8月12日）- EAN 4547366462937。
- 欅坂46 ANNIVERSARY LIVE Director's Cut Collection（2020年10月7日）- EAN 4547366450224。
- 欅坂46 ARENA TOUR Director's Cut Collection（2020年10月7日）- EAN 4547366450231。
- KEYAKIZAKA46 Live Online, but with YOU!（2020年12月9日）- EAN 4547366481594、EAN 4547366481600。
- 武元唯衣：琵琶湖が生んだパワフルガール（2020年12月9日）- EAN 4547366481617。
- 僕たちの嘘と真実 Documentary of 欅坂46（2021年2月3日）- EAN 4988104127983。
- 欅坂46 THE LAST LIVE（2021年3月24日） - EAN 4547366496833。
- 櫻坂46 デビューカウントダウンライブ!!（2021年4月14日）- EAN 4547366498608。
- Making of デビューカウントダウンライブ!!（2021年4月14日）- EAN 4547366498615。
- 原田葵×武元唯衣 SAKURA BANASHI 〜いま、話したいこと〜（2021年4月14日）- EAN 4547366498615。
- Sakurazaka46 BACKS LIVE!! 〜Center Performance Collections〜（2021年10月13日）- {{EAN|4547366524567}、EAN 4547366524574、EAN 4547366524581、EAN 4547366524598。
- 大沼晶保×武元唯衣×田村保乃 SAKURA MEGURI（2021年10月13日）- EAN 4547366524581。
- Sakurazaka46 3rd Single BACKS LIVE!! 〜Center Performance Collections〜 （2022年4月6日）- EAN 4547366549836、EAN 4547366549843、EAN 4547366549850。
- Sakurazaka46 1st TOUR 2021 FINAL at さいたまスーパーアリーナ（2022年8月3日）- EAN 4547366567960。
- W-KEYAKI FES. 2021 -DAY1- at 富士急ハイランド コニファーフォレスト（2022年8月3日）- EAN 4547366567977。
- 櫻坂46 1st YEAR ANNIVERSARY LIVE 〜with Graduation Ceremony〜（2022年10月19日）- EAN 4547366575187。
- 櫻坂46 RISA WATANABE GRADUATION CONCERT（2022年12月7日）- EAN 4547366588293。
- W-KEYAKI FES. 2022 Director's Cut Collections <DAY1>（2023年2月15日）- EAN 4547366599756。
- W-KEYAKI FES. 2022 Director's Cut Collections <DAY2>（2023年2月15日）- EAN 4547366599763。
- マネージャーのスマホに眠るメンバーの秘蔵動画集<2021年編>（2023年2月15日）- EAN 4547366599770。
- マネージャーのスマホに眠るメンバーの秘蔵動画集<2022年編>（2023年2月15日）- EAN 4547366599787。
- 2nd YEAR ANNIVERSARY 〜Buddies感謝祭〜（2023年7月10日）- EAN 4547366621686、EAN 4547366621693。
- Sakurazaka46 3rd TOUR 2023 TOUR FINAL at 大阪城ホール（2023年10月18日）- EAN 4547366642025、EAN 4547366642032。
- そこ曲がったら、櫻坂？ 田村保乃編（2024年1月24日）- EAN 4547366659078。
- そこ曲がったら、櫻坂？ 藤吉夏鈴編（2024年1月24日）- EAN 4547366659085。
- そこ曲がったら、櫻坂？ 森田ひかる編（2024年1月24日）- EAN 4547366659054。
- そこ曲がったら、櫻坂？ 山﨑天編（2024年1月24日）- EAN 4547366659047。
- そこ曲がったら、櫻坂？ 卒業生編（2024年1月24日）- EAN 4547366659061。
- 海外ライブのついでにゆる～く撮ってきちゃいました！〜パリ編〜（2024年2月21日）- EAN 4547366663501。
- 海外ライブのついでにゆる～く撮ってきちゃいました！〜マレーシア&フィリピン編〜（2024年2月21日）- EAN 4547366663518。
- 櫻坂46 3rd YAER ANNIVERSARY LIVE at ZOZO MARINE STADIUM（2024年5月15日）- EAN 4547366675429、EAN 4547366675436、EAN 4547366675443。
- Sakurazaka46 8th Single BACKS LIVE!! 〜Center Performance Collections〜（2024年10月23日）- EAN 4547366708943、EAN 4547366708950、EAN 4547366708967。
- Behind the scenes of Sakurazaka46 8th Single BACKS LIVE!!（2024年10月23日）- EAN 4547366708974。
- そこ曲がったら、櫻坂？ そこさくはじまり物語編（2024年12月18日）- EAN 4547366720655。
- そこ曲がったら、櫻坂？ そこさく二期生無双編（2024年12月18日）- EAN 4547366720693。
- そこ曲がったら、櫻坂？ そこさく三期生スペシャル編（2024年12月18日）- EAN 4547366720662。
- そこ曲がったら、櫻坂？ そこさく体育祭編（2024年12月18日）- EAN 4547366720679。
- そこ曲がったら、櫻坂？ そこさく頭脳祭り編（2024年12月18日）- EAN 4547366720686。
- Sakurazaka46 Buddies感謝祭 2025（2025年6月25日）- EAN 4547366751291、EAN 4547366751307、EAN 4547366751314。
- Behind the scenes of Buddies感謝祭 2025（2025年6月25日）- EAN 4547366751321。

## 出演

### ラジオ
- キャッチ！「武元唯衣の感じてシガリズム」（2022年8月3日 - 2023年3月8日、エフエム滋賀）[47]。
- ゴチャ・まぜっ天国!（2023年12月8日 - 、MBSラジオ）[10]

### イベント
- セントラル・リーグ公式戦「東京ヤクルトスワローズ vs 読売ジャイアンツ」始球式（2024年9月29日、明治神宮野球場）[30]